# Antarctothoa bathamae
Antarctothoa bathamae är en mossdjursart som först beskrevs av Ryland och Gordon 1977.  Antarctothoa bathamae ingår i släktet Antarctothoa och familjen Hippothoidae. Inga underarter finns listade i Catalogue of Life.